# Lacinipolia anguina
Lacinipolia anguina är en fjärilsart som beskrevs av Augustus Radcliffe Grote 1881. Lacinipolia anguina ingår i släktet Lacinipolia och familjen nattflyn. Inga underarter finns listade i Catalogue of Life.